# Jesco von Puttkamer (Diplomat)
Jesco Carl Eugen Hans Feodor Imbert Holger Gustav Freiherr von Puttkamer (* 20. Februar 1919 in Neustrelitz; † 5. Januar 1987 in Oberaudorf) war ein deutscher Publizist und Diplomat. Er war von 1959 bis 1971 Chefredakteur des Vorwärts, anschließend Botschafter der Bundesrepublik Deutschland in Israel, Jugoslawien, Portugal und Schweden.

## Leben
Jesco von Puttkamer, Sohn des namensgleichen Generalleutnants Jesco von Puttkamer, machte 1936 sein Abitur in Neustrelitz und trat anschließend in die Wehrmacht ein. Mit dem Kavallerie-Regiment 5 und später als Oberleutnant in der Panzertruppe nahm er am Zweiten Weltkrieg teil. Er diente als Ordonnanzoffizier des Kommandeurs der 24. Panzerdivision, Generalmajor Arno von Lenski, und wurde mit dem Eisernen Kreuz II. und I. Klasse ausgezeichnet. 1943 geriet er bei Stalingrad in sowjetische Kriegsgefangenschaft. Während dieser schloss sich Puttkamer 1944 dem Bund Deutscher Offiziere im Nationalkomitee Freies Deutschland (NKFD) an.
Nach seiner Entlassung aus der Gefangenschaft 1947 zog er nach West-Berlin und arbeitete als Journalist für verschiedene Zeitungen. 1948 veröffentlichte er ein Buch, in dem er sich kritisch mit dem NKFD auseinandersetzte. Ab 1954 schrieb er als militärpolitischer Kommentator für die Süddeutsche Zeitung. Puttkamer trat 1957 der SPD bei, im Jahr darauf ging er als außenpolitischer Redakteur zur Parteizeitung Vorwärts. Noch im Juli 1958 wurde er kommissarischer Chefredakteur, ab Anfang 1959 regulärer Chefredakteur.
Während der sozialliberalen Koalition unter Willy Brandt trat Puttkamer in den diplomatischen Dienst der Bundesrepublik. Ab 1971 war er Botschafter der Bundesrepublik in Israel, danach in Jugoslawien (1975), Portugal (1979) und Schweden (1981). Nach seinem Eintritt in den Ruhestand 1984 lebte er im oberbayrischen Oberaudorf und veröffentlichte gelegentliche Gastkommentare im Vorwärts.
Jesco von Puttkamer war dreimal verheiratet: 1942 heiratete er die Journalistin Mary Hahne, nach der Scheidung 1954 die Publizistin und Übersetzerin Ulrike Piper (Tochter des Verlegers Reinhard Piper) und in dritter Ehe 1975 Marianne (geb. von Kessel, geschiedene Haack). Er hatte zwei Töchter aus erster und zwei aus zweiter Ehe.

## Werke
- Irrtum und Schuld. Geschichte des Nationalkomitees Freies Deutschland. Michael-Verlag, Neuwied 1948
  - 2. Auflage unter dem Titel: Von Stalingrad zur Volkspolizei. Geschichte des National–Komitees „Freies Deutschland“. Wiesbaden 1951.